# Athyroglossa transversa
Athyroglossa transversa är en tvåvingeart som beskrevs av Sturtevant och Wheeler 1954. Athyroglossa transversa ingår i släktet Athyroglossa och familjen vattenflugor. Inga underarter finns listade i Catalogue of Life.